# Mayordomo (criado)
Se denomina mayordomo al empleado principal a cuyo cargo está el gobierno económico de alguna casa o hacienda. Su equivalente femenino es el ama de llaves.

## Tipos de mayordomo
Antiguamente, se distinguían las siguientes clases de mayordomo:
- Mayordomo de estado, persona a cuyo cargo estaba en la casa real el cuidado de la servidumbre del estado de los caballeros.
- Mayordomo de estrado, el que en palacio cuidaba de la mesa del gentil hombre.
- Mayordomo de fábrica, el que recaudaba el derecho de fábrica.
- Mayordomo mayor, jefe principal de palacio a cuyo cargo estaba el cuidado y gobierno de la casa del rey.
- Mayordomo de semana, persona que en la casa real servía la semana que le toca bajo las órdenes del mayordomo mayor supliéndole en su ausencia.
- Mayordomo de la artillería. En el orden militar el encargado de los pertrechos y municiones de artillería.